# Boniface VIII (film, 1911)
 (juillet 2025).
Pour les articles homonymes, voir Boniface.
Pour plus de détails, voir Fiche technique et Distribution.
Boniface VIII (titre original : Bonifacio VIII) est un film italien réalisé par Gerolamo Lo Savio, sorti en 1911. 
Ce film muet en noir et blanc met en scène le célèbre conflit qui opposa en 1303, le roi de France Philippe le Bel au pape Boniface VIII.

## Fiche technique
- Titre original : Bonifacio VIII
- Réalisation : Gerolamo Lo Savio
- Scénario : Gerolamo Lo Savio
- Société de production : Film d'Arte Italiana
- Société de distribution : Film d'Arte Italiana (Italie) ; Pathé Frères (France)
- Pays d'origine :  Royaume d'Italie
- Langue : italien
- Format : Noir et blanc – 1,33:1 – 35 mm – Muet
- Genre : Drame historique
- Longueur de pellicule : 290 m
- Durée : 21 minutes
- Année : 1911
- Dates de sortie :
  -  Royaume d'Italie : avril 1911
  -  Espagne : 8 mai 1911
  -  Empire allemand : 20 mai 1911
  -  France : 4 août 1911 (Théâtre Français, Bordeaux)[1]
- Autres titres connus :
  -  Espagne : Bonifacio VIII
  -  Empire allemand : Bonifazius VIII

## Distribution
- Attilio Fabbri (it) : Boniface VIII (Bonifacio VIII)
- Dillo Lombardi : Sciarra Colonna
- Bianca Lorenzoni : Giovannella Caetani